# Culcula abraxata
Culcula abraxata là một loài bướm đêm trong họ Geometridae.